# Monopis mycetophilella
Monopis mycetophilella är en fjärilsart som beskrevs av Powell 1967. Monopis mycetophilella ingår i släktet Monopis och familjen äkta malar. Inga underarter finns listade i Catalogue of Life.